# Амана (организација)
Амана (хебр. אמנה, енгл. Amana − Конвенција) је израелски покрет за насељавање који је формирао Гуш Емуним 1976. године. Његов примарни циљ био је „развој заједница у Јудеји, Самарији, Голанској висоравни, Галилеји, Негеву и Гуш Катифу“. Првобитне заједнице које је развио биле су Офра, Мево Моди'ин, Кедумим и Ма'алех Адумим. Насеља развијена на Западној обали, укључујући Источни Јерусалим, су незаконита према међународном праву.
Постао је регистровано удружење 1978. године. Такође га је признала Светска ционистичка организација. Временом је постао готово независан од Гуш Емунима.
Истрага израелске полиције о 15 земљишних послова које је спровела подружница Амане Ал Ватан закључила је почетком 2016. године да је 14 трансакција било преварно. Једна од коришћених метода укључивала је давање кофера пуног готовине лажном палестинском власнику и његово касније враћање. Ал Ватан је негирао оптужбе. Амана је пружила финансијску подршку илегалним израелским испоставама на Западној обали.
Дана 27. јуна 2024. године, Канада је увела санкције покрету Амана „због њихове улоге у олакшавању, подржавању или финансијском доприносу актима насиља... против палестинских цивила и њихове имовине“. Скоро 90 америчких законодаваца послало је писмо Џоу Бајдену крајем октобра 2024. године, тражећи од њега да санкционише Аману, која је укључена у развој насеља. Дана 18. новембра 2024. године, влада САД је увела санкције Амани. Извршну наредбу којом су одобрене ове санкције поништио је новоизабрани председник САД Доналд Трамп у јануару 2025. године.

## Буџет и финансирање
Од 2024. године, Амана је контролисала имовину вредну приближно 600 милиона нових израелских шекела (160,4 милиона долара) и имала је буџет од десетина милиона шекела годишње, према Мир сада.